# إدوارد هوبكينز
إدوارد هوبكينز (بالإنجليزية: Edward Hopkins) هو سياسي أمريكي، ولد في 1600 في شروزبري في المملكة المتحدة، وتوفي في 1 مارس 1657 في لندن في المملكة المتحدة. انتخب عضو مجلس النواب في البرلمان البريطاني وانتخب حاكم كونيتيكت ‏ وانتخب List of colonial governors of Connecticut ‏.